# 陈德彬
陈德彬（1882年—1950年），广东肇庆人，生于1882年（清光绪八年），曾担任广东省立肇庆中学（今肇庆中学）校长、主持宣统《高要县志》的编写。

## 生平
陈德彬是晚清廪生出身，1905年后任教于肇庆府中学堂（今肇庆中学）。1913年肇庆府中学堂改制为广东省立肇庆中学，陈德彬任校长一职，同时兼任高要县宾兴局董事。
1919年五四运动期间，广东省立肇庆中学出现学生运动。陈德彬对学生运动持反对态度，并将两名参与运动的学生开除，引起学生不满。学生先后实行罢课、派代表向省长公署控诉、联合各地学生组织“学生联合会”等方式，迫使其辞职离校。
陈德彬辞职后曾先后担任广东省长公署任督学、代理南雄县知事。陈德彬亦曾参与“湖山简易师范”的筹办以及肇庆城文庙的重建工作。1935年，开始编纂宣统《高要县志》。1950年，陈德彬病逝。